# N541 (België)
De N541 is een gewestweg in België tussen Quaregnon (N51) en Douvrain (N50). De weg heeft een lengte van ongeveer 5 kilometer. Bij de plaats Douvrain wordt het Kanaal Nimy-Blaton-Péronnes gepasseerd.
De gehele weg bestaat uit twee rijstroken voor beide rijrichtingen samen.

## Plaatsen langs N541
- Quaregnon
- Rivage
- Douvrain